# Maria Àngels Belda Soler
Maria Àngels Belda Soler (Aielo de Malferit, 1906 - València, 1990) va ser una historiadora valenciana, considerada una de les primeres dones a València que es va incorporar als estudis superiors.

## Biografia
Maria Àngels Belda va néixer en una família acomodada, en la qual el pare va morir en 1922, deixant dona i dues filles, i inacabat el projecte de posar en marxa una fàbrica tèxtil.
La seua educació va ser acurada, iniciant-se a primerenca edat de la mà de sa mare. A partir dels set anys els estudis es van completar, juntament amb els de la seua germana, al col·legi de les Mares Teresianes de València. A més els seus estudis es van completar amb classes particulars de francès (amb un professor nadiu) a petició del seu propi pare, i de música, per vocació pròpia de Maria Àngels, aprenent solfeig i piano.
El seu amor a la lectura va créixer amb els anys i va ser una de les raons per les que va sentir la inclinació de seguir estudiant i arribar a nivell universitari, cosa molt poc freqüent en aquells anys entre les dones i molt menys en zones rurals, de manera que no va passar desapercebut en els cercles en què es movia.
És per això pel que es matricula a la Universitat de València, amb la intenció d'estudiar història, que en aquella època era una branca de la llicenciatura de Filosofia i Lletres. També es va matricular per lliure a la Facultat de Dret, i gràcies a una fèrria voluntat i disciplina de treball va acabar les dues llicenciatures amb excel·lents notes durant la II República. De fet en els documents de la Universitat de València consta que M. Àngels Belda Soler va aconseguir el seu títol a l'abril de 1934 quan comptava amb 21 anys.
Es va presentar a oposicions per a registrador de la propietat, sent l'única dona a tot Espanya que es va presentar a examen, aconseguint aprovar el primer examen escrit, però en arribar a la prova davant el tribunal va suspendre.
Un cop finalitzada la Guerra Civil (1939), va fer oposicions per ser catedràtica de geografia i història, aprovant-les el 1941. El primer destí com a professora va ser el 1942, en un Institut de Múrcia; en 1943 va aconseguir plaça a l'Institut Josep de Ribera de Xàtiva, on va estar impartint classes durant 21 anys.
El 1964 es trasllada a València, guanyant el concurs de trasllat de catedràtics numeraris de geografia i història d'instituts nacionals d'ensenyament mitjà, convocat per ordre de 21 de desembre de 1966. D'aquesta manera passava a ser catedràtica numerària de la secció delegada femenina «Juan de Garay», de l'Institut masculí de València, procedent de la Secció Delegada «Isabel de Villena» de l'Institut femení de València.
En la documentació existent en l'actual IES Juan de Garay, es pot veure com el registre d'entrada número 1 és el nomenament d'Àngels Belda com a directora del nou Institut Nacional d'Educació Secundària mixt Juan de Garay. Segons la documentació de què es disposa a l'Institut d'Educació Secundària (IES) Juan de Garay, Maria Àngels Belda Soler era un dels molts professors que procedien de la Secció Delegada (femenina) de l'Institut Sant Vicent Ferrer. Va romandre en el centre com a docent fins a l'any 1971 en què es va jubilar.
Va ser cronista oficial d'Aielo de Malferit, participant activament en les assemblees de cronistes. La seua biblioteca, llegada a la Biblioteca Valenciana en 1991, comptava amb uns mil volums, en la qual predominen les obres de contingut històric, seguides per les de ciències socials, literatura i art.
Com escriptora cal destacar d'una banda l'assaig redactat després de la seua jubilació (i publicat quan tenia ja 76 anys), titulat "Aportació a la història d'Aielo de Malferit", que constitueix realment el primer llibre sobre la història de la localitat. Però sobretot destaca la seua obra "El régimen matrimonial de bienes en los Furs de Valencia" (Ed. Cosmos, València, 1966), la qual ha servit de referent per a molts altres llibres i estudis d'història. A més va ser autora de diversos llibres de text per als seus alumnes i va col·laborar en la "Gran enciclopèdia de la Regió Valenciana"; també va publicar diverses comunicacions en diferents congressos d'història i va participar assíduament en el Llibre de Festes del seu poble natal, Aielo de Malferit.